# Chiesa di San Rocco (Lisbona)

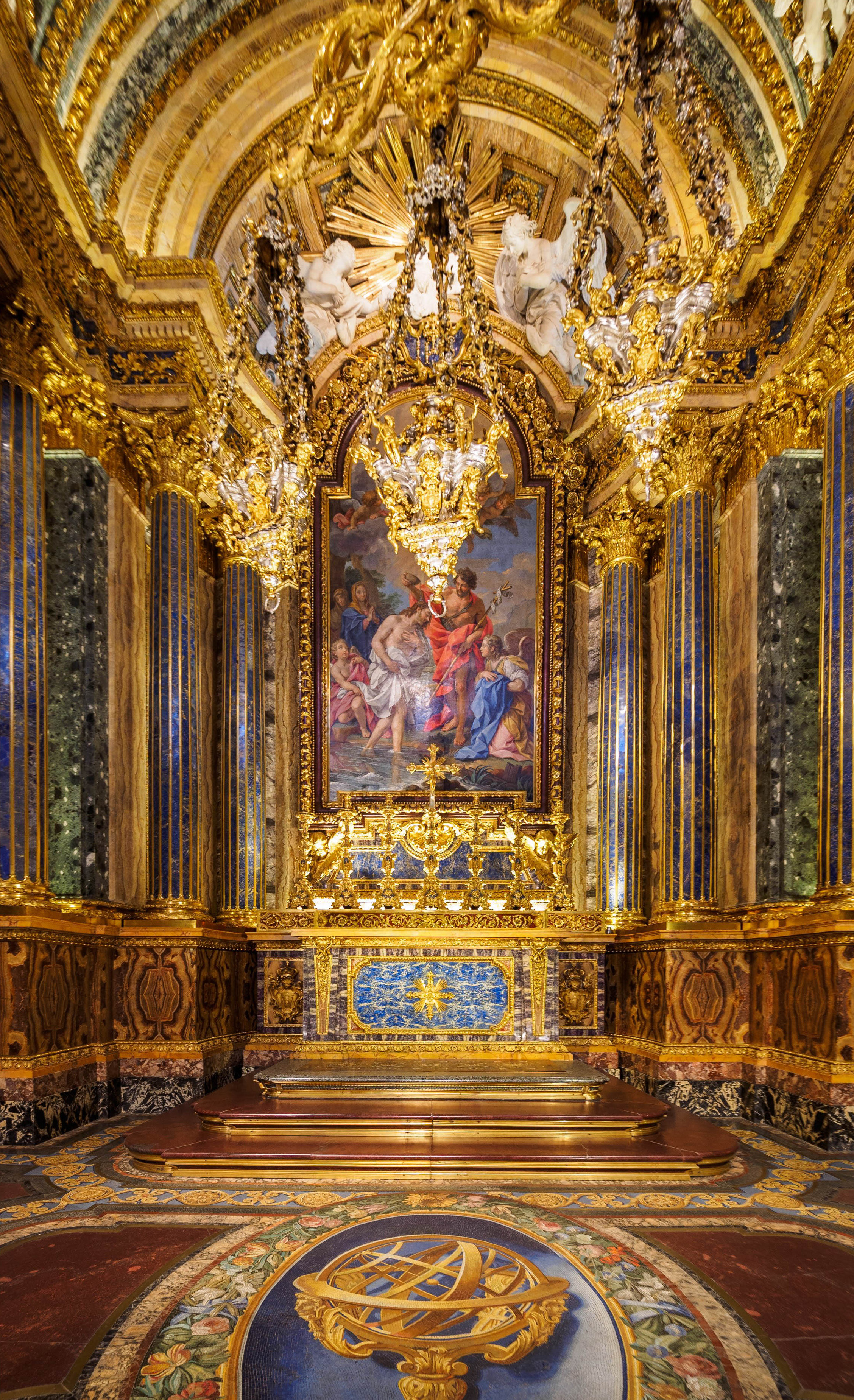
Chiesa di San Rocco, cappella di San Giovanni Battista

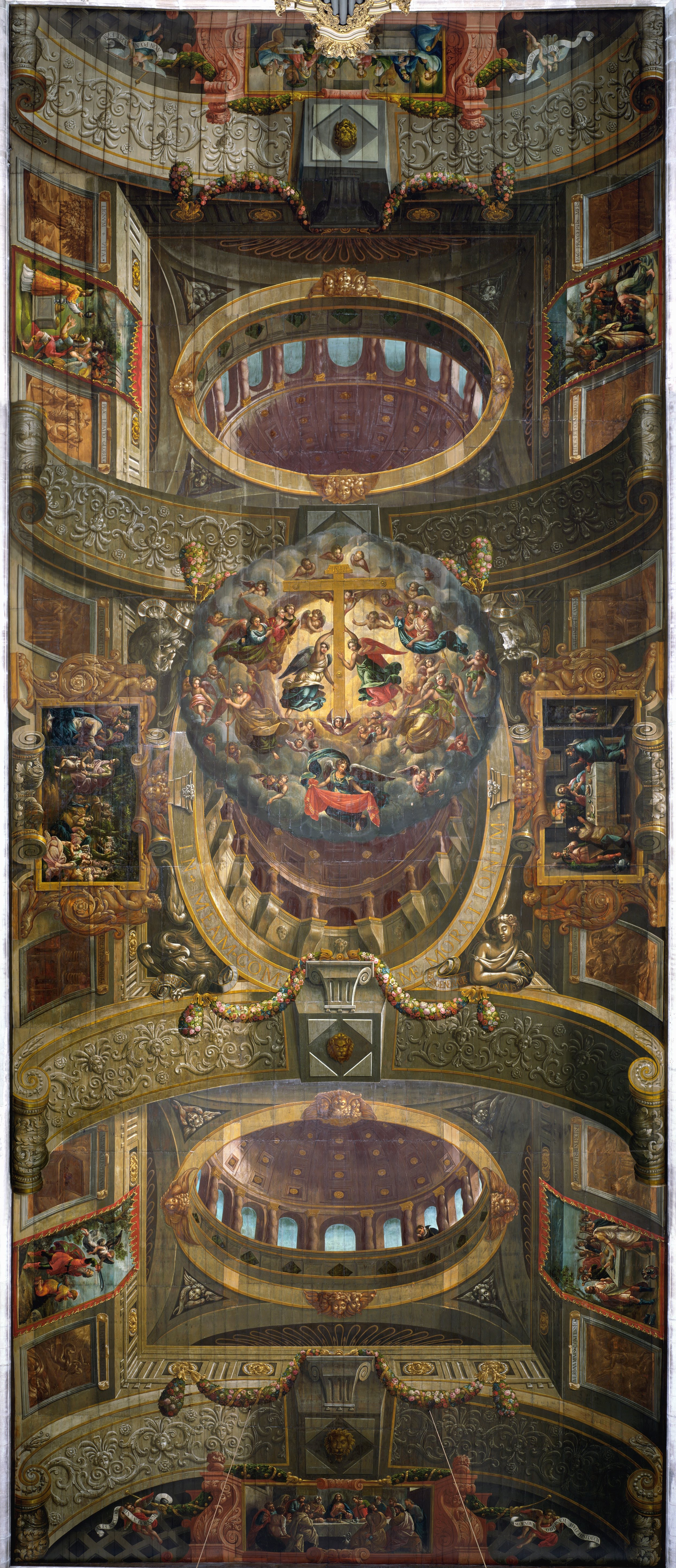
Chiesa di San Rocco, trompe l'oeil.

La chiesa di San Rocco  (in portoghese: Igreja de São Roque) a Lisbona venne costruita sul disegno di Filippo Terzi nel 1570. La cappella di San Giovanni Battista fu eretta su disegno di Luigi Vanvitelli e Nicola Salvi. La chiesa non venne distrutta dal terremoto del 1755 e rimane uno dei principali monumenti della storia dell'architettura portoghese.
La chiesa è costituita da una navata, un presbiterio, otto cappelle laterali principali e cinque altri altari nel transetto. 

## Interno
La decorazione della Chiesa di San Rocco di Lisbona è il risultato di diverse fasi di attività nei secoli XVII e XVIII, ciascuna riflettente gli ideali della Compagnia di Gesù o, nel caso delle cappelle, quelle delle rispettive fratellanze o confraternite. Nacque dalla Controriforma e riflette gli sforzi della Chiesa di catturare l'attenzione dei fedeli. Le fasi decorative generali sono manieriste (la cappella di San Francesco Saverio, della Sacra Famiglia e del Presbiterio); primo barocco (Cappella del Santissimo Sacramento); tardo barocco (Cappella di Nostra Signora della Dottrina e di Nostra Signora della Pietà); e barocco romanico degli anni 1740 (Cappella di San Giovanni Battista). I rinnovamenti del XIX secolo comprendono la costruzione della galleria del coro sulla porta principale dove è stato installato l'organo a canne; il rimodellamento del jubé della cappella del Santissimo Sacramento e la costruzione della ringhiera di ferro dorato e la sostituzione della porta di ingresso. 
Varie parti della chiesa (ad esempio le pareti sotto la galleria del coro e nel transetto) sono decorate con piastrelle tagliate col diamante provenienti da Triana (Siviglia) e datate, secondo la tradizione, dal 1596. Dalle altre parti le decorazioni in piastrelle comprendono elementi botanici, volute, putti, simboli della Passione di Cristo e il monogramma della Compagnia di Gesù (IHS). 
Nelle nicchie sopra i due pulpiti vi sono statue marmoree dei Quattro evangelisti. Intorno al piano superiore della navata c'è un ciclo di dipinti ad olio che illustrano la vita di sant'Ignazio di Loyola, fondatore della Compagnia di Gesù, attribuito a Domingos da Cunha, il Cabrinha, un pittore gesuita dei primi del XVII secolo.
La volta dipinta della navata è un trompe l'oeil,progettata per dare l'illusione di volta a botte sostenuta da quattro ampi archi coperti di volute e altri elementi decorativi. Tra gli archi sono dipinte balconate quadrate e sopra queste balconate vi sono tre grosse cupole che si elevano su anelli di archi e colonne. Gran parte di tutto ciò fu dipinta tra il 1584 e il 1586 da Francisco Venegas (fl. 1578-1590), pittore di corte del re Filippo II. I gesuiti aggiunsero l'ampio medaglione centrale (La Glorificazione della Croce), come anche 8 ampi dipinti e 12 pannelli monocromatici illustranti eventi biblici. Il soffitto vicino alla facciata della chiesa fu danneggiato dal terremoto del 1755 e fu ricostruito e ridipinto. L'intero soffitto fu restaurato nel 2001 e i dipinti ripuliti o riparati.
L'organo (con 1694 canne) nella galleria del coro sulla porta principale fu costruito nel 1784 da António Xavier Machado e Cerveira e installato nella chiesa conventuale di São Pedro de Alcântara. Negli anni 1840 l'organo fu spostato in San Rocco dove fu installato nella parte est del transetto, oscurando completamente l'altare dell'Annunciazione; negli anni 1890 esso fu spostato nella galleria del coro. Fu di fatto ricostruito parecchie volte.

### Cappella di San Giovanni Battista
La Cappella di San Giovanni Battista (Capela de São João Baptista in lingua portoghese, la quarta all'interno della chiesa) è la più importante delle cappelle ed è una delle più sontuose tra le cappelle cattoliche del mondo. Essa fu commissionata nel 1742 dal re Giovanni V a causa di un voto formulato a Roma nel 1744 a papa Benedetto XIV. Vennero utilizzati i materiali di maggior pregio, così per il corpo i più antichi marmi; altri materiali utilizzati furono alabastro, lapislazzuli, avorio, giada e ametista. Alla costruzione della cappella furono impiegati in totale circa cento artisti italiani. La cappella fu costruita su progetti del famoso architetto Luigi Vanvitelli. L'artista impiegato allora più famoso era Nicola Salvi, che a Roma aveva progettato anche la famosa Fontana di Trevi. Nel corpo in marmo c'è una sfera armillare, segno della signoria del re Manuele I e parimenti arma del Portogallo. Il re finanziò questa costosa opera da due milioni di Cruzado, con l'oro proveniente dal Brasile. Nella cappella si trova un dipinto di Gaspar Dias con Apparizione dell'angelo a san Rocco (1584) e tre opere di Agostino Masucci  eseguite su tela nel 1742 ma giunte a Lisbona nella sua traduzione in mosaico realizzata da Mattia Moretti: all'altare maggiore è il Battesimo di Cristo, mentre ai lati sono una Annunciazione ed una Pentecoste.